# Volksbank PLUS Lübbecke

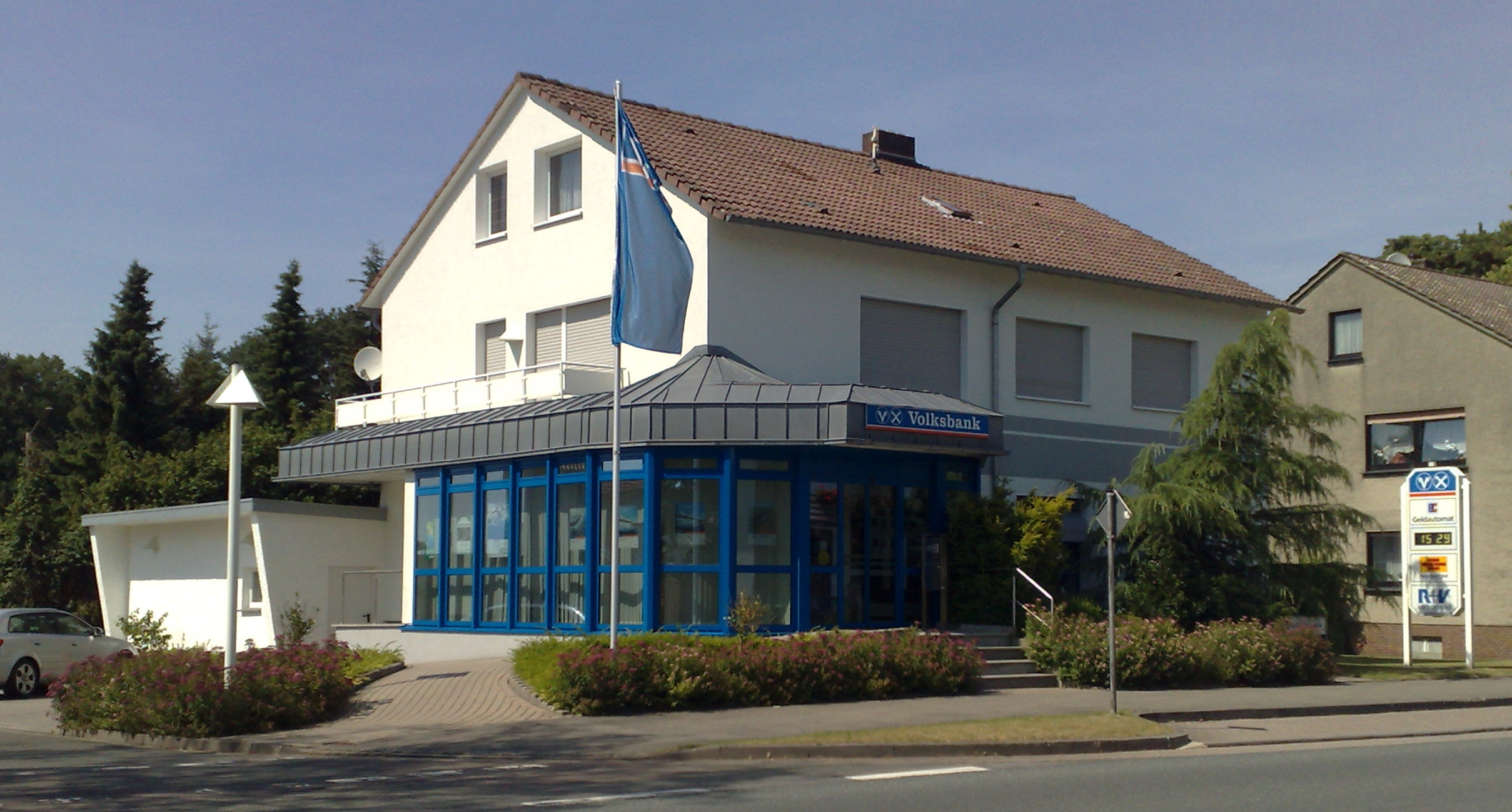
Geschäftsstelle Alswede

Die Volksbank PLUS eG hat ihren Sitz in der ostwestfälischen Stadt Lübbecke im Kreis Minden-Lübbecke.

## Geschichte
Die Geschäftstätigkeit der Volksbank Lübbecker Land eG begann 1887. Damals wurden der Oldendorfer Spar- und Darlehnskassenverein und der Spar- und Darlehnskassenverein Levern gegründet. Seit Ende des 19. Jahrhunderts bis in die 1920er Jahre kamen zahlreiche weitere solcher Vereine und lokale Banken hinzu. Am heutigen Hauptsitz in Lübbecke wurde erst 1925 die Gewerbebank eGmbH Lübbecke i. Westf. gegründet, die 1941 in Volksbank Lübbecke eGmbH umfirmierte. In den 70er, 80er und 90er Jahren schlossen sich diese regionalen Einzelinstitute zur Volksbank Lübbecke eG und Volksbank Stemweder Berg eG zusammen. Diese fusionierten schließlich mit Wirkung vom 1. Januar 2002 zur Volksbank Lübbecker Land. Im Jahr 2023 fusionierte die Volksbank Schnathorst eG auf die Volksbank Lübbecke eG, die ihren Namen in Volksbank PLUS eG änderte.

## Geschäftsgebiet
Die Bank ist in acht Kommunen aktiv, den Städten Lübbecke, Espelkamp, Rahden, Preußisch Oldendorf und Löhne, der Gemeinde Stemwede und Hüllhorst in Nordrhein-Westfalen und der Samtgemeinde Lemförde in Niedersachsen. Das Filialnetz besteht aus 27 Geschäftsstellen.

## Energiegenossenschaft
In 2008 wurde „die Energie für uns eG“ gegründet, die mittlerweile sieben Photovoltaikanlagen betreibt und an zwei Biogasprojekten beteiligt ist. Im Juni 2012 wurde das Geschäftsgebiet der „Energie für uns eG“ auf Teile des Altkreises Minden ausgeweitet. Die Genossenschaft hat mehr als 140 Mitglieder, die Geschäftsanteile gezeichnet haben.

## Stiftung
Ende 2009 gründete die Bank eine Stiftung namens „Von Menschen für Menschen unserer Region“, die Bürger und Initiativen dabei unterstützt, sich für mehr Lebensqualität in ihrer Heimat engagieren.

## Ausbildung
Die Volksbank PLUS beschäftigt 23 Auszubildende, überwiegend zur/zum Bankkauffrau/-mann sowie zeitweilig zum IT-Kaufmann, wobei sie als Voraussetzung mindestens den Realschulabschluss verlangt. Pro Ausbildungsjahr bietet die Bank einem Auszubildenden ein duales Studium an. Dies wird in Zusammenarbeit mit der Berufsakademie für Bankwirtschaft in Hannover durchgeführt.

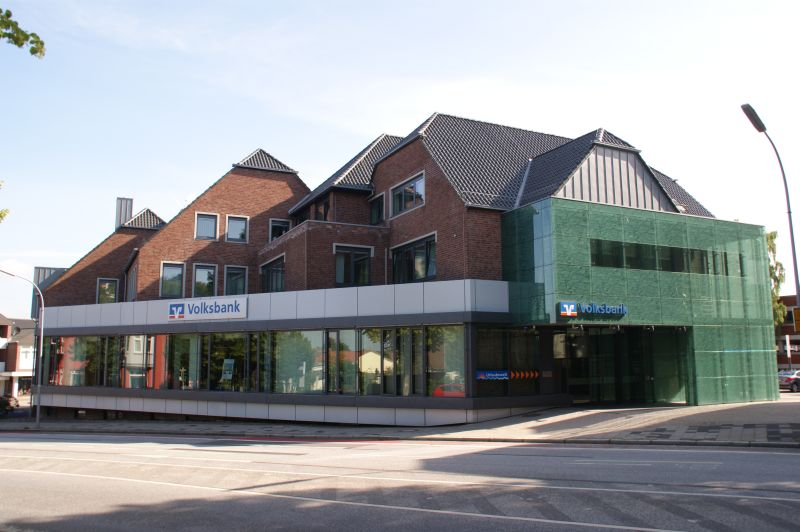
Hauptstelle in Lübbecke